# Панкратов, Николай Иванович
Панкратов Николай Иванович (род. 18 октября 1940 года, с. Байглычево, Яльчикский район, Чувашская АССР, СССР) — бригадир комплексной бригады колхоза «Победа». Герой Социалистического Труда. 

## Биография
Родился 18 октября 1940 года в семье колхозников села Байглычево. В 1953 году окончил местную школу. После этого начал трудиться в колхозе «Пушкин». В 1960 году — призван ряды Вооруженных сил СССР. Демобилизовавшись из армии в 1963 году, переехал в г. Сарань, где устроился на работу шахтером-проходчиком. В 1964 году вернулся в Яльчикский район, где спустя год стал бригадиром второй комплексной бригады колхоза «Победа». Коллектив под его руководством, демонстрируя передовые показатели, регулярно перевыполнял государственные планы по сельскому хозяйству.
В 1971 году высокие показатели в сельскохозяйственном производстве и добросовестный труд — награжден орденом Трудового Красного Знамени, а в 1973 году — орденом Ленина.
В 1979 году ему было присвоено звание Заслуженный работник сельского хозяйства Чувашской АССР.
13 марта 1981 году Указом Президиума Верховного Совета СССР за выдающиеся успехи, достигнутые в выполнении заданий 10-й пятилетки и социалистических обязательств по увеличению производства и продажи государству продуктов земледелия и животноводства он был удостоен звания Героя Социалистического Труда с вручением ордена Ленина и золотой медали «Серп и Молот».
С 1994 года работал в колхозе «Комбайн» Яльчикского района.

## Награды
- Орден Ленина — дважды (1973 год и 1981 год)
- Орден Трудового Красного Знамени (1971 год)
- Заслуженный работник сельского хозяйства Чувашской АССР[3].